# Позориште Фунамбулес
Позориште Фунамбулес (фр. Théâtre des Funambules) је некадашње позориште које се налазило у Булевару Храма у Паризу, некада познатог као "Булевар криминала". Налазило се између познатог позиришта Théâtre de la Gaîté и много мањег Théâtre des Délassements-Comiques.
У почетку је било неформално место у ком су се изводила акробатика и пантомима, али се на крају изградило позориште 1816. године. У почетку је могло да прими 500 људи, али након надоградње је могло бити 773 гледалаца. Позориште је постало познато по извођњљу Пјерот пантомиме Жан-Гаспард Дебруа, између 1819. и 1846. године. Позориште је познато и по томе што је у њему каријеру започео драмски писац и глумац Фредрих Леметр.
Позориште је порушено 1862. године, као и остала околна позоришта, током Османове реконструкције Париза.

## Les Enfants du Paradis
Марсел Карне је сместио свој филм Деца раја (фр. Les Enfants du Paradis) из 1945 године у овом позоришту како би дочарао атмосферу Јулске монархије (1830—1848). У филму се појављују и Дебро и Леметр.